# گمینا کومورنگکی
گمینا کومورنگکی (به لهستانی:  Gmina Komorniki) یک گمینا در لهستان است که در شهرستان پوزنانگ واقع شده‌است. گمینا کومورنگکی ۶۶٫۵۵ کیلومتر مربع مساحت و ۱۴٬۳۵۳ نفر جمعیت دارد.